# Скидельский район
Скидельский район (бел. Скідзельскі раён) — административно-территориальная единица в Белорусской ССР в 1940—1962 годах, входившая в Белостокскую область, с 1944 года — в Гродненскую область.

## История
Скидельский район с центром в городском посёлке Скидель был образован в Белостокской области 15 января 1940 года. В связи с упразднением Поречского района из-за передачи Литовской ССР части территории Белорусской ССР к Скидельскому району были присоединены Берштовский и Новорудский сельсоветы упразднённого района. 20 сентября 1944 года в связи с упразднением Белостокской области Скидельский район был передан Гродненской области. 16 июля 1954 года было ликвидировано два сельсовета, 16 декабря 1955 года упразднены городской посёлок Озёры и рабочий посёлок Лунно (стали деревнями). 5 апреля 1960 года Дубненский сельсовет был передан Мостовскому району.
23 мая 1962 года к району присоединены 3 сельсовета Щучинского района и городской посёлок Острына (Острино). 25 декабря 1962 года район был упразднён, его территория поделена между Гродненским и Щучинским районами. Гродненскому району отошли районный центр и 7 сельсоветов (Берштовский, Богатыревичский, Глинянский, Житомлевский, Лунненский, Новорудский, Скидельский), Щучинскому району — Острына и 3 сельсовета (Дембровский, Каменский и Нарошский).
По данным переписи 1959 года, в районе проживало 41 342 человека.

## Сельсоветы
- Берштовский (с 25 ноября 1940 года),
- Богатыревичский (с 25 февраля 1961 года),
- Глинянский (с 15 января 1940 года),
- Дембровский (с 23 мая 1962 года),
- Дубненский (с 15 января 1940 года по 5 апреля 1960 года),
- Жиличский (с 15 января 1940 года по 25 февраля 1961 года, переименован в Богатыревичский),
- Житомлевский (с 15 января 1940 года),
- Каменский (с 23 мая 1962 года),
- Лавненский (с 15 января 1940 года по 16 июля 1954 года),
- Лунненский (с 15 января 1940 года),
- Нарошский (с 23 мая 1962 года),
- Новорудский (с 25 ноября 1940 года),
- Обуховский (с 15 января 1940 года),
- Озерский (с 15 января 1940 года),
- Русиновецкий (с 15 января 1940 года),
- Скидельский (с 15 января 1940 года),
- Стрелецкий (с 15 января 1940 года по 16 июля 1954 года).